# دهه ۹۵۰ (میلادی)
دهه ۹۵۰ (میلادی) دهه نود و پنجم تقویم میلادی است.

## درگذشتگان
‎